# 阿马萨利克岛
阿马萨利克島（丹麥語：Ammassalik Ø）是格陵蘭東南部的島嶼，位於大西洋，座標位置65°43′N 37°35′W / 65.717°N 37.583°W，面積772平方公里，島上最高點海拔1,352米。2009年，阿马萨利克島居民數目為1,893人。

## 地理
該島被西方寬廣的 Sermilik Fjord  和北方的 Ikaasartivaq Strait   從格陵蘭主島分離。